# Vladímir Bonch-Bruyévich
Vladímir Dmítrievich Bonch-Bruyévich (ruso: Влади́мир Дми́триевич Бонч-Бруе́вич); en algunas ocasiones escrito Bonch-Bruevich; (Moscú, Imperio ruso, 16 de juniojul./ 28 de juniogreg. de 1873-Moscú, Unión Soviética, 14 de julio de 1955) fue un político comunista, historiador y escritor soviético, viejo bolchevique (militante revolucionario desde 1895). Era hermano del teniente general Mijaíl Bonch-Bruyévich (1870-1956). Su familia era de origen polaco y su apellido se escribe en polaco Boncz-Brujewicz.

## Biografía

### Primeros años
Vladímir Bonch-Bruyévich nació en Moscú en una familia de agrimensores procedente de la nobleza de la gobernación de Maguilov, en la actual Bielorrusia. Entre 1884 y 1889, estudió en el Instituto de Topografía de Moscú y se graduó en la escuela de agrimensura. Regresó a Moscú en 1892 y entró en la Unión de Obreros de Moscú, distribuyendo literatura ilegal. Desde 1895, estuvo activo en los círculos socialdemócratas. En 1896, emigró a Suiza y organizó envíos de literatura revolucionaria rusa y equipos de impresión, convirtiéndose en un miembro activo del Iskra.

### Investigación sobre disidentes religiosos y apoyo a los dujobores
Uno de los intereses de investigación de Bonch-Bruyévich eran las minorías (sectas) religiosas disidentes de Rusia, que eran habitualmente perseguidas en distinta medida tanto por la dominante Iglesia ortodoxa rusa como por el Gobierno zarista. A finales de los años 1890, colaboró con Vladímir Chertkov y León Tolstói, en particular en el acuerdo sobre la emigración de los dujobores a Canadá en 1899. Bonch-Bruyévich viajó con los dujobores, y pasó un año con ellos en Canadá. Durante aquel tiempo, fue capaz de recopilar gran parte de su tradición oral, en particular los salmos (himnos) dujobores, los cuales publicó posteriormente (1909) como El libro de la vida de los dujobores (en ruso: «Животная книга духоборцев», Zhivótnaya kniga dujobórtsev).

### Activismo político
Entre 1903 y 1905, fue el jefe de la expedición del Comité Central del Partido Obrero Socialdemócrata de Rusia (POSDR) en Ginebra y uno de los fundadores del archivo. En 1905, regresó a Rusia y trabajó en el periódico Nueva Vida. En 1905, participó en los preparativos de la insurrección armada en San Petersburgo y organizó la distribución clandestina de armas.
Entre 1906 y 1907, fue secretario y miembro del equipo editorial de un periódico. Entre 1908 y 1918, lideró la editorial bolchevique La Vida y el Conocimiento. Desde 1912, fue miembro del comité de redacción del periódico Pravda. Durante este periodo fue repetidamente detenido, pero no sufrió ninguna condena larga de prisión.
En 1917, era miembro del Comité Ejecutivo del Sóviet de Petrogrado, editor interino del periódico El Obrero y el Soldado (nombre que también usó el periódico La Tarde de Petersburgo). Coordinó los asuntos rutinarios del Consejo de Comisarios del Pueblo hasta octubre de 1920. 
Entre diciembre de 1917 y marzo de 1918, fue presidente del comité contra los pogromos y, en febrero-marzo de 1918, miembro del Comité para la Defensa Revolucionaria de Petrogrado. Desde 1918, fue vicepresidente de la Federación de Colegios de Médicos. En 1919, fue presidente del comité para la construcción de puestos sanitarios en las estaciones de ferrocarril de Moscú y del Comité Especial para la Rehabilitación del abastecimiento de agua y el alcantarillado de Moscú. Entre 1918 y 1919, fue director de la editorial del Comité Central del Partido Comunista de Rusia (bolchevique), El Comunista. 
Bonch-Bruyévich tomó parte active en la nacionalización de la banca y en la preparación del traslado del Gobierno soviético a Moscú en marzo de 1918. En 1918, como director ejecutivo del Consejo de Comisarios del Pueblo, refrendó la aprobación de la moción sobre el Terror Rojo. 
En 1918, fue elegido miembro de la Academia Socialista de Ciencias Sociales. Tras la muerte de Lenin en 1924, llevó a cabo investigaciones y publicó libros sobre la historia del movimiento revolucionario en Rusia, la historia de la religión y del ateísmo, sectarismo, etnografía y literatura. En la Unión Soviética, Bonch-Bruyévich era sobre todo conocido como autor de un libro canónico soviético sobre Lenin, a quien Bonch-Bruyévich sirvió como secretario en los años inmediatamente posteriores a la Revolución de Octubre de 1917.
Tras la muerte de Lenin, Bonch-Bruyévich fue una de las personas clave implicadas en la organización de su funeral. Se opuso personalmente a la momificación del cuerpo de Lenin.
Entre 1920 y 1929, fue el organizador y dirigente de una granja que abastecía sus productos a la mayoría de líderes del Partido Comunista y del Gobierno.
A partir de 1933, ejerció como director del Museo Estatal de Literatura de Moscú. Entre 1945 y 1955, fue director del Museo de Historia de la Religión y el Ateísmo, en la Academia de Ciencias de la URSS en Leningrado. 
Bonch-Bruyévich falleció el 14 de julio de 1955. Fue enterrado en el Cementerio Novodévichi de Moscú.

## Condecoraciones
- Orden de Lenin